# IAMX
IAMX je sólový projekt hudebníka Chrise Cornera založený v roce 2003. Na svém kontě má zatím čtyři studiová alba – Kiss + Swallow, The Alternative, Kingdom of Welcome Addiction, Volatile Times a jedno remixové Your Joy Is My Low Remixes.
Chris Corner má v Česku silnou fanouškovskou základnu, která se po vydání alba The Alternative stále zvětšuje. Koncertuje zde tedy poměrně často, v roce 2007 jej bylo možné slyšet v pražské Lucerně, brněnské Flédě nebo na festivalu Hrachovka. V roce 2016 vystoupil v pražském Rock Café, tento koncert kladně zrecenzoval web iREPORT.

## Historie

### Zrození IAMX (2003)
Název IAMX ve spojení se jménem Chris Corner se poprvé objevil v létě 2003, kdy kapela Sneaker Pimps odehrála svůj poslední koncert roku (Nuke Festival v Rakousku). Veřejnosti bylo oznámeno, že skupinu čekají v brzké době velké změny. Tou největší byl odchod frontmana Sneaker Pimps Chrise Cornera k vlastnímu sólovému projektu. V repertoáru Sneaker Pimps bylo totiž spousta písní, které napsal on sám a které měly spojitost s jeho osobním životem. Corner tedy začal pracovat na své první desce, do jejího setlistu zařadil i některé tehdejší nové písně Sneaker Pimps (Naked But Safe, Missile, White Suburb Impressionism), jež vytvořil společně s Ianem Pickeringem. O pouhý měsíc později od posledního vystoupení se Sneaker Pimps předvedl svůj vlastní materiál naživo.

### Kiss + Swallow(2004)
Projekt IAMX se dále realizoval především v klubovém prostředí. Na debutové desce Kiss + Swallow, již produkoval a nahrál Chris Corner zcela sám, je značný vliv hudby Sneaker Pimps, ovšem s úplně jinou atmosférou. Celkový zvuk alba je převážně elektronický a svými syntezátory a chytlavými beaty hodně připomíná hudbu 80. let, jenomže v jakémsi Chrisově moderním podání. Chris Corner přišel s vlastní zpovědí, které dal tajuplný nádech s nemalou špetkou energie a emocí. Obsah je sexuálně syntetický a ponuře melodický. Naživo zní skladby díky eroticky gymnastickému rozpětí hlasu Chrise Cornera a jeho frenetickému kytarovému zvuku velmi provokativně.
Chris Corner začal svoji hudbu prezentovat nejdříve v rodné Anglii (podzim 2003), do ostatních států Evropy a USA se dostal až v roce 2004. Své první turné završil na podzim 2004 koncertováním po Evropě (Francie, Benelux, Německo, Rakousko a nezapomněl ani na své fanoušky v ČR a na Slovensku). Na pódiu ho při koncertech doprovázela obměňující se skupina blízkých přátel a spolupracovníků (např. Sue Denim a Dee Plume z Robots in Disguise, Noel Fielding a Julian Barratt z komediální skupiny Mighty Boosh, James Cook ze skupiny Nemo či komička Julia Davis). Všechny show byly doplněné projekcí, která byla sestříhaná z domácích videí japonského porna a válčících hraček. Během vystoupení Chris zpočátku používal nasampleované automatické bicí a zvuky, které později vyměnil za živé kytary a klávesy. V roce 2005 už hrál i s bubeníkem.

### The Alternative(2005–2006)
V roce 2005 se Chris upsal ke složení soundtracku pro francouzský film Les Chevaliers Du Ciel, kde zabočil do tajů rockové hudby. Svou tentokrát trochu nesmělou elektroniku míchal z ostře naboosterovanými kytarami a "nabuzeným" melodickým zpěvem, se kterým mu občas v pozadí pomohla bývalá dlouholetá přítelkyně Sue Denim, jež dostala i roli hlavní vokalistky ve dvou pomalejších baladách.
V lednu 2006 odjel Corner do Moskvy, kde se podílel na nahrávání hned dvou soundtracků najednou. Tím prvním je sci–fi snímek s názvem "Paragraph 78", druhý nese název "Junk". Po celou dobu skládání písní pro filmové účely Chris pomalu pracoval na své druhé desce The Alternative. Datum jejího vydání bylo stanoveno na 28. dubna 2006.
Nemravná lyrika, prolínání pohlaví, milostné války a zvířecí instinkty kombinované s dráždivou, zpevněnou produkcí a nakažlivými melodiemi – to vše tvoří desku The Alternative. Chris se i tentokrát nebál sáhnout do starých materiálů a vytáhnout na světlo světa pár starších písní. Album obsahuje například novou verzi písně After Every Party I Die nebo předělávku vlastní pianové podoby This Will Make You Love Again.

### Kingdom of Welcome Addiction(2008 – 2009)
V pořadí 3. album s názvem Kingdom of Welcome Addiction bylo vydáno 19. května 2009. Chris Corner přirovnal Kingdom of Welcome Addiction k "světu Disney postaviček s rtěnkou, dávkou cynismu a vtipu". První album, ve kterém nevystupuje zpěvačka Sue Denim. Kingdom of Welcome Addiction obsahuje singly Think of England, Tear Garden a My Secret Friend.

### Volatile Times(2011) aThe Unified Field(2013)
4. studiové album nese název Volatile Times. První oficiální termín vydání byl 4. březen 2011, avšak poté bylo vydání odloženo na 18. března 2011. Singl Ghost of Utopia měl premiéru na Radiu 1 již 23. ledna. 4. března dal Chris svým fanouškům "dárek" v podobě singlu Fire and Whispers, který nechal zdarma ke stažení na oficiálních stránkách IAMX.
5. studiové album se jmenuje The Unified Field a vyšlo 22. března 2013.

## Diskografie

### Studiová alba
- Kiss + Swallow (vydáno 13. července 2004)
- The Alternative (vydáno 28. dubna 2006)
- Kingdom of Welcome Addiction (vydáno 19. května 2009)
- Dogmatic Infidel Comedown OK (2010, cover/remix)
- Volatile Times (březen 2011)
- The Unified Field (22. březen 2013)
- Metanoia (2015)
- Unfall (2017)
- Alive in New Light (2018)

### Mini alba
- Your Joy Is My Low (2004)
- IAMIXED (2008)
- Everything Is Burning (Metanoia Addendum) (2016)

### Soundtracky
- Les Chevaliers Du Ciel (vydáno 8. listopadu 2005)

### Koncertní alba
- Live in Warsaw (2008)

### Singly
| Rok  | Název                        | Album                        | Poznámka                           |
| ---- | ---------------------------- | ---------------------------- | ---------------------------------- |
| 2004 | Your Joy Is My Low           | Kiss + Swallow               | omezený počet 222 kopií            |
| 2004 | Kiss + Swallow               | Kiss + Swallow               | omezený počet kopií                |
| 2004 | Kiss + Swallow (U.S. verze)  | Kiss + Swallow               | vinyl singl                        |
| 2004 | Kiss + Swallow (EU verze)    | Kiss + Swallow               | vinyl singl                        |
| 2005 | Your Joy Is My Low Remixes   | Kiss + Swallow               | CD singl                           |
| 2006 | President                    | The Alternative              | promo singl                        |
| 2006 | Spit It Out                  | The Alternative              | vinyl singl                        |
| 2006 | Spit It Out                  | The Alternative              | CD singl                           |
| 2007 | Nightlife                    | The Alternative              | CD singl                           |
| 2008 | The Alternative              | The Alternative              | vinyl singl, vyšel 31. března 2008 |
| 2008 | President                    | The Alternative              |                                    |
| 2008 | Think of England             | Kingdom of Welcome Addiction |                                    |
| 2009 | Tear Garden                  | Kingdom of Welcome Addiction |                                    |
| 2009 | The Great Shipwreck of Life" | Kingdom of Welcome Addiction |                                    |
| 2009 | My Secret Friend             | Kingdom of Welcome Addiction | s Imogen Heap                      |
| 2011 | Ghost of Utopia              | Volatile Times               |                                    |